# Schwarzach am Main
Schwarzach am Main (lit. "Schwarzach en el Meno") es una ciudad en la provincia de Kitzingen, en la baja Franconia, en el estado de Baviera. La ciudad se ubica en la orilla oriental del río Meno.
La población actual es de aproximadamente 3500 habitantes. la ciudad se encuentra enlazada a otras ciudades por la carretera (Autobahn) A3. La estación ferroviaria más cercana es la de Dettelbach, a 6 km. Alrededor de Shwarzach existen numerosas ciclovías, siendo la más importante la que recorre el río Meno, hasta Fráncfort del Meno, hacia el norte.

## Monasterio

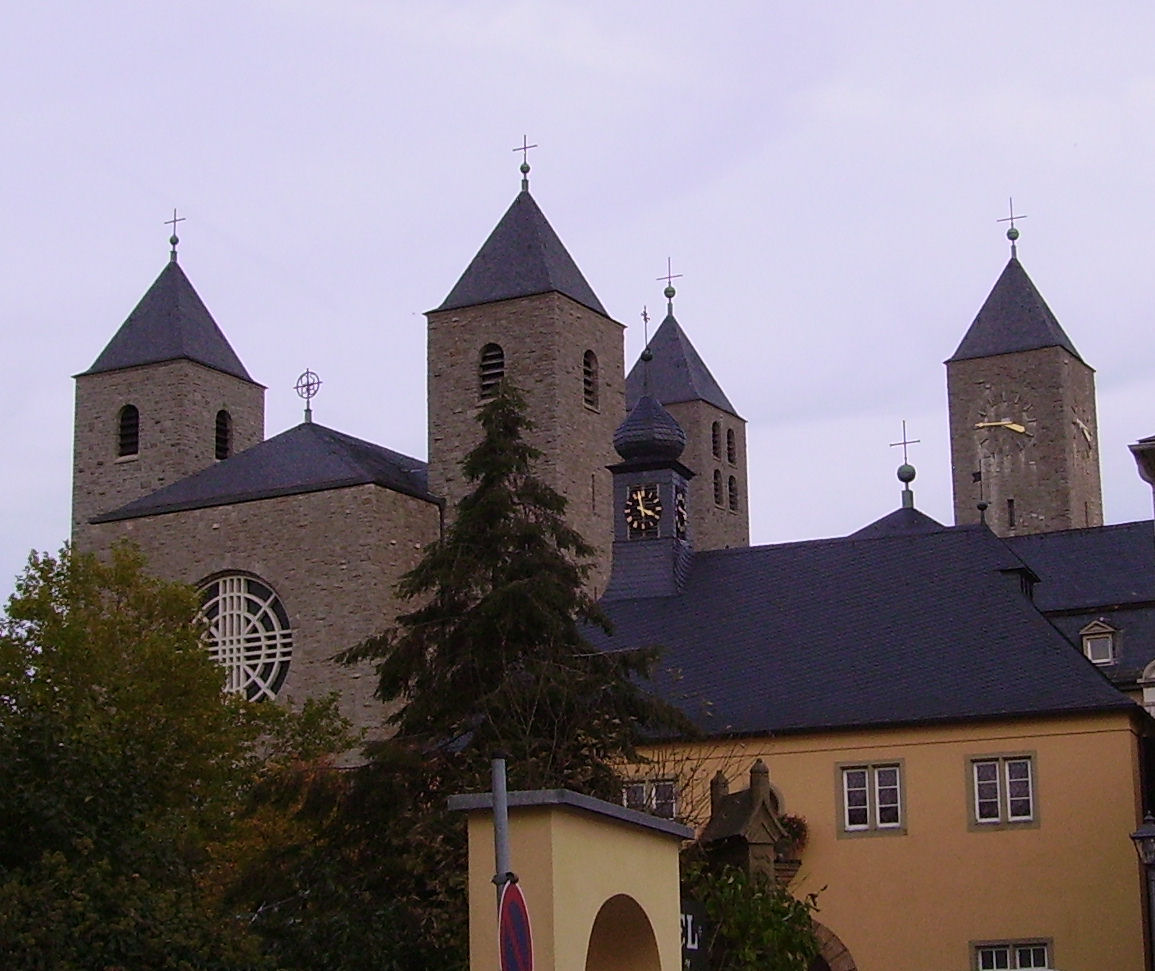
Monasterio.

El atractivo más importante es sin lugar a dudas el monasterio de Münsterschwarzach. El monasterio de San Salvador, la virgen María y Santa Felicitas fue fundado en 780 por Fastrada, la tercera esposa de Carlomagno. El primer edificio fue terminado en el 788. Luego de la caída del imperio carolingio, el monasterio fue entregado a la orden Benedictina (año 877). En el siglo XVIII Johann Balthasar Neumann construyó una basílica en madera. Luego de guerras, incendios y profanaciones, el monasterio llegó a su época más oscura en 1827, con la demolición de todas las instalaciones. Fue recién en 1913 que se inició la construcción de un nuevo monasterio. El edificio actual con cuatro torres fue construido entre 1935 y 1938.